# Lepidothrix coronata
El saltarín coroniazul (en Ecuador) (Lepidothrix coronata), también denominado saltarín coronado (en Colombia), saltarín de corona azul (en Perú), saltarín corona azul (en Venezuela) o saltarín de copete azul, es una especie de ave paseriforme perteneciente al género Lepidothrix de la familia Pipridae. Es nativo de América del Sur.

## Distribución y hábitat
Se distribuye desde el sur de Colombia hacia el este hasta el sureste de Venezuela y noroeste de Brasil, hacia el sur, por Ecuador, hasta el sureste de Perú, centro norte de Bolivia y adyacente oeste de Brasil.
Esta especie es considerada bastante común en sus hábitats naturales: el sotobosque de selvas húmedas de piedemonte y bosques secundarios principalmente abajo de los 1000 m de altitud.

## Descripción
Es un pájaro bastante pequeño con unos 8,5 cm de longitud. Esta especie tiene un marcado dimorfismo sexual. En la mayoría del rango, el macho es completamente negro con un capirote azul brillante. La hembra es mucho menos llamativa, verde pardusco, verde azulado por arriba; y por abajo más clara, con toques más amarillentos. En la región del este de Perú, Bolivia y suroeste de la Amazonia brasileña, los machos son de color verde azulado con la corona azul pálido brillante y el vientre amarillo. Los dos tipos intergradan al sur de la Amazonia peruana y occidental brasileña.

## Comportamiento
Es un pájaro discreto y más o menos solitario, de selvas sombrías, que permanece quieto en su percha, para después lanzarse; sale a los bordes del bosque principalmente para alimentarse en árboles fructíferas. Se junta a bandadas mixtas de alimentación con frecuencia.

### Alimentación
Su dieta consiste principalmente de pequeños frutos y también de algunos insectos que captura en el follaje o en vuelo.

### Reproducción
Los leks del saltarín coroniazul no son tan concentrados como los de otras especies de saltarines, con varios machos cantando dispersos en el bosque.

### Vocalización
El canto del macho, dado desde una misma percha baja, es un suave «chi-uiiir» dado cada pocos segundos; casi siempre precedido de un «suiii» de timbre alto. Ambos sexos emiten un trinado suave. El canto es notoriamente consistente en toda su distribución.

## Sistemática

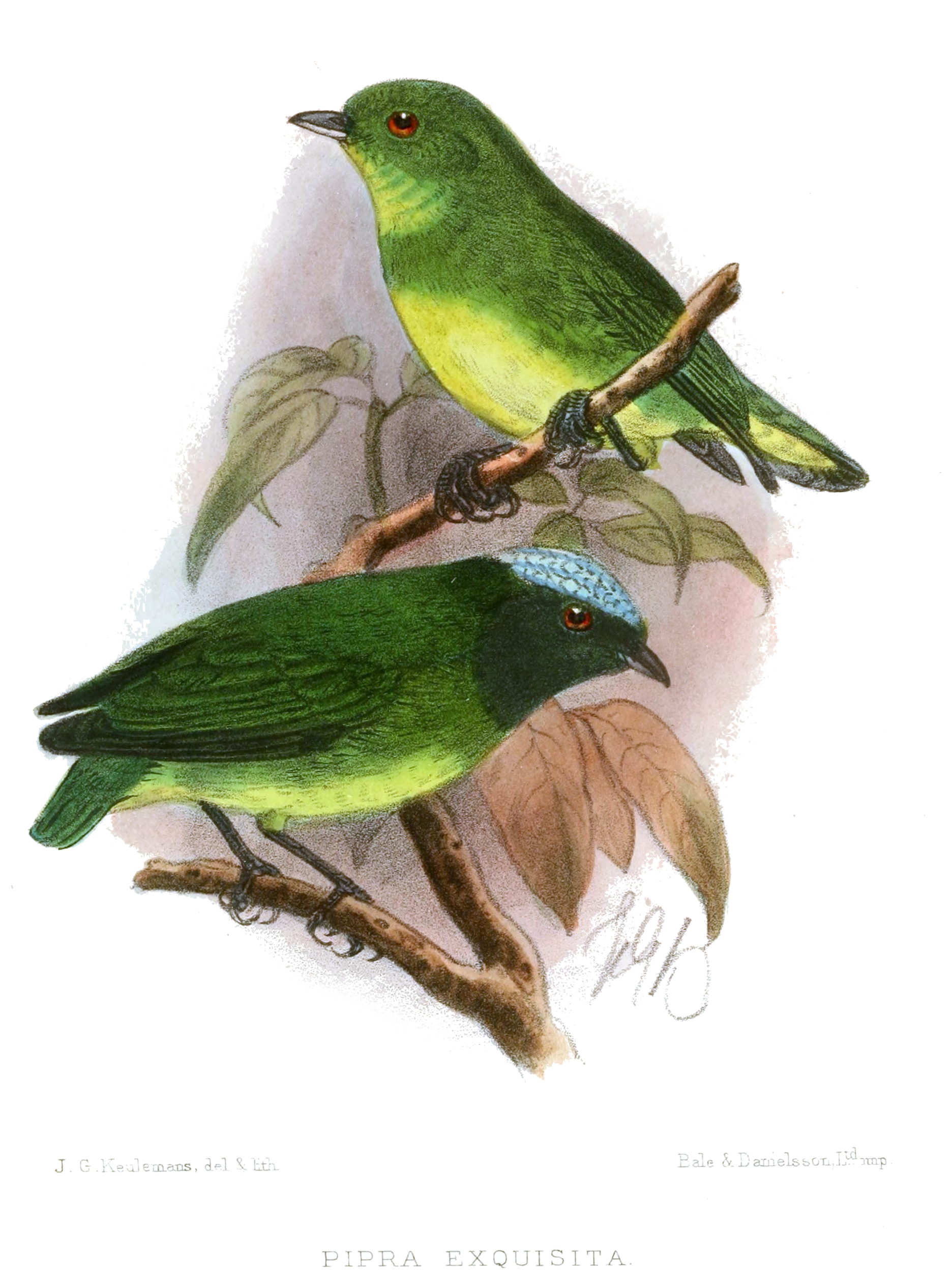
Lepidothrix coronata exquisita, macho y hembra, ilustración de Keulemans, para The Ibis, 1906.

### Descripción original
La especie L. coronata fue descrita por primera vez por el naturalista alemán Johann Baptist von Spix en 1825 bajo el nombre científico Pipra coronata; la localidad tipo es «São Paulo de Olivença, río Solimões, oeste de  Amazonas, Brasil.».

### Etimología
El nombre genérico femenino «Lepidothrix» se compone de las palabras del griego «lepis, lepidos» que significa ‘escama’, ‘floco’, y «thrix, trikhos» que significa ‘cabello’; y el nombre de la especie «coronata», proviene del latín «coronatus» que significa ‘coronado’.

### Taxonomía
La anteriormente subespecie L. coronata velutina (incluyendo minuscula), fue tradicionalmente tratada como un grupo de subespecies de la presente. Diversos autores ya sugerían que podía tratarse de dos especies diferentes, hasta que recientemente las robustas evidencias bioacústicas y genéticas presentadas por Moncrieff et al. (2022) demostraron profundas divergencias entre las poblaciones cis-andinas y trans-andinas, lo que llevó a la separación del saltarín coroniazul occidental (Lepidothrix velutina), que fue reconocida en la Propuesta Nº 943 al Comité de Clasificación de Sudamérica (SACC).
Las poblaciones al este de los Andes son de dos tipos distintos, en el norte los machos con cuerpos negros (carbonata, caquetae, nominal) y en el sur con cuerpos verdes (exquisita, caelestipileata, regalis), con poblaciones intermediarias en el oeste de la Amazonia. Se precisan más investigaciones.

### Subespecies
Según las clasificaciones del Congreso Ornitológico Internacional y Clements Checklist/eBird se reconocen seis subespecies, divididas en dos grupos, con su correspondiente distribución geográfica:
- Grupo politípico coronata:	
  - Lepidothrix coronata caquetae (Meyer de Schauensee, 1953) - sur de Colombia al este de los Andes (oeste de Meta, oeste de Caquetá).
  - Lepidothrix coronata carbonata (Todd, 1925) - centro sur y sureste de Colombia, sur de Venezuela, y noreste del Perú y noroeste de Brasil al norte del río Amazonas.
  - Lepidothrix coronata coronata (Spix, 1825) - este de Ecuador, y noreste del Perú y adyacente extremo oeste de Brasil al sur del Amazonas.

- Grupo politípico exquisita:
  - Lepidothrix coronata exquisita (Hellmayr, 1905) - centro del Perú al este de los Andes.
  - Lepidothrix coronata caelestipileata (Goeldi, 1905) - sureste del Perú y adyacente oeste de Brasil.
  - Lepidothrix coronata regalis (Bond & Meyer de Schauensee, 1940) - centro norte de Bolivia (Cochabamba).